# Aelurostrongylose
Die Aelurostrongylose ist eine parasitäre Erkrankung bei Katzen, die durch den Befall mit dem Lungenwurm Aelurostrongylus abstrusus ausgelöst wird. Befallene Katzen können symptomlos bleiben, aber auch schwere Lungenentzündungen mit tödlichem Ausgang sind möglich. Die Behandlung erfolgt mit Anthelminthika.

## Vorkommen
Die Erkrankung kommt weltweit vor. In Deutschland wurde der Parasit bei Kotuntersuchungen bei 0,5 bis 1 % der Katzen nachgewiesen, in Endemiegebieten können Befallsraten bis zu 50 % auftreten. Neben Hauskatzen erkranken auch Europäische Wildkatzen. 
Ob die Larvennachweise bei anderen wildlebenden Feliden wie Luchse, Löwen, Bengalkatzen oder Geparden wirklich A. abstrusus zuzuordnen sind oder anderen Lungenwurmspezies wie Troglostrongylus spp. ist nicht vollständig geklärt. Die publizierten Größenangaben zu den Larven bei Wildfeliden können für andere Arten oder auch für eine spezifische Größenanpassung an andere Wirte sprechen.

## Krankheitsentstehung und klinisches Bild
Aelurostrongylus abstrusus ist bis zu einem Zentimeter lang. Die Ansteckung erfolgt durch Aufnahme von mit dem Larvenstadium 3 besiedelten Schnecken, die einen obligaten Zwischenwirt in der Entwicklung des Parasiten darstellen. Eine besondere Rolle scheint hierbei die Gefleckte Weinbergschnecke zu spielen, die auch zu Speisezwecken gezüchtet wird und sich durch Pflanzen und Gemüse weit über den ursprünglichen Lebensraum (Mittelmeerraum) verbreitet hat. Die Ansteckung kann nicht nur durch direkte Aufnahme von Schnecken, sondern auch über Stapelwirte erfolgen, also Tiere die zuvor solche Schnecken verzehrt haben. Als Stapelwirte kommen Amphibien, Reptilien, Vögel und Nagetiere in Frage. A. abstrusus besiedelt bei der Katze über Lymphgefäße die kleinen Bronchien und Lungenbläschen. Dort legt das Wurmweibchen auch die Eier. Die Präpatenzzeit – die Zeitspanne von der Infektion bis zur Ausscheidung der ersten Larven – beträgt etwa sechs Wochen. Die Würmer und Eier verursachen eine granulomatöse Lungenentzündung. Diese kann durch bakterielle Sekundärinfektionen verkompliziert werden.
Das klinische Bild ist sehr variabel, es reicht von völliger Symptomfreiheit bis hin zu tödlichen Verläufen. Letztere treten vor allem bei Jungtieren und Tieren mit geschwächtem Immunsystem auf. Mögliche Symptome sind Husten, Niesen, Nasenausfluss, Atemnot, Erhöhung der Atemfrequenz sowie Allgemeinsymptome wie Fieber, Abgeschlagenheit und Gewichtsabnahme. Im Blutbild können Leukozytose, Eosinophilie, Anämie und Albuminmangel auftreten.

## Diagnostik und Behandlung
Beim Thoraxröntgen dominieren zunächst alveoläre Lungenveränderungen, später bronchiale und interstitielle Lungenzeichnungen. Zur Diagnostik eignet sich der Nachweis von Larven im Kot mittels Larvenauswanderungsverfahren. Hierbei ist zu beachten, dass möglichst frischer Kot untersucht wird und ein Larvennachweis erst nach Ende der Präpatenz möglich ist. Aussagekräftiger ist der Nachweis in Lungenspülproben oder Lungenbiopsien. Auch der serologische und molekularbiologische Nachweis mittels PCR einer Infektion ist möglich. Dies ist vor allem zur Differenzierung von einer Troglostrongylose notwendig, da sich die Larven von Aelurostrongylus abstrusus und Troglostrongylus brevior kaum unterscheiden.
Die Behandlung erfolgt mit Anthelminthika wie Fenbendazol, Ivermectin, Selamectin, Moxidectin, Milbemycinoxim, Eprinomectin oder Emodepsid. Bei schweren Verläufen kann auch die Gabe von Prednisolon und von Antibiotika wie Doxycyclin zur Behandlung von Sekundärinfektionen angezeigt sein. Bei rechtzeitiger Therapie ist die Behandlungsaussicht gut.
Vorbeugend kann die regelmäßige Gabe von Spot-on-Formulierungen auf der Basis von Emodepsid, Eprinomectin, Moxidectin oder Selamectin die Krankheitsentstehung und die Larvenausscheidung stark reduzieren.